# Isuagroensteengordel

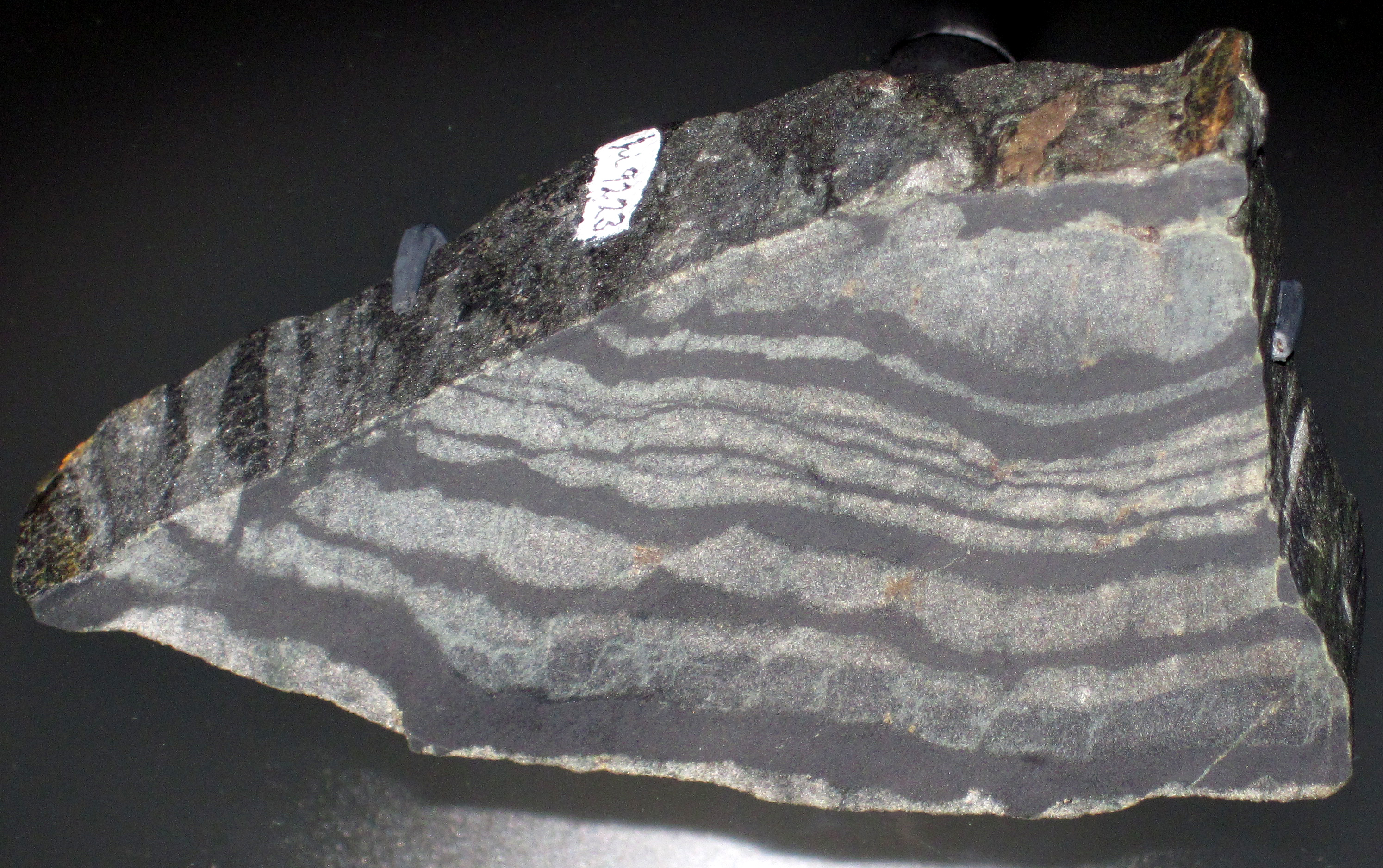
Een monster van 3,8 miljard jaar oude grafiethoudende banded ironlagen uit de Isuagordel. De koolstofisotopen in dit gesteente zijn door sommige onderzoekers gezien als bewijs voor het voorkomen van leven, maar die conclusie is sterk omstreden.

De Isuagroensteengordel (Engels: Isua greenstone belt) is een geologisch terrein met enkele van de oudste gesteentes ter wereld. Deze groensteengordel is onderdeel van het Noord-Atlantisch Kraton. Ze ligt in het westen van Groenland, ongeveer 100 km ten noordoosten van Nuuk, vlakbij het begin van de ijskap. Het zijn op en nabij het oppervlak gevormde gesteentes waarvan de ouderdom wisselt tussen 3,81 en 3,60 miljard jaar.
De Isuagroensteengordel vormt een ovale lens van ongeveer 12 bij 25 km, omringd en deels geïntrudeerd door de iets jongere Amîtsoq Gneiss. De groenstenen zijn een relatief dik pakket van relatief onverstoorde vulkanische en sedimentaire gesteentes. De vulkanische lagen varieren in samenstelling tussen ultramafisch (komatiiet) en felsisch (rijk aan SiO2). Onder de sedimenten zijn fijnkorrelige lagen maar ook conglomeraten, alsook vuursteenlagen en banded iron-lagen. Hoewel alles gemetamorfoseerd is, zijn veel primaire structuren nog zichtbaar, zoals lavakussens en klasten in sediment.
De Isuagroensteengordel levert daarmee belangrijk bewijs voor de omstandigheden op Aarde aan het begin van het Archeïcum (Eoarcheïcum). Ze maakt duidelijk dat al in die tijd in de zee aan de rand van continenten vulkanisme en sedimentatie voorkwamen. Bewijs voor leven in de Isuagordel is omstreden en onduidelijk. Structuren in dolomietlagen zijn door sommige onderzoekers geïnterpreteerd als stromatolieten, sporen van blauwalgen. Deze interpretatie is echter omstreden. De verhouding tussen koolstofisotopen in grafiet in de banded iron-lagen is wel aangevoerd als bewijs voor biologische activiteit. Door de sterke latere alteratie bij hoge temperatuur (metasomatisme) waaraan de groensteengordel heeft blootgestaan is de isotopenverhouding echter waarschijnlijk later verstoord en onbruikbaar geworden.